# جامعه بین‌المللی سردرد
جامعه بین‌المللی سردرد (انگلیسی: International Headache Society) یک سازمان در لندن است که در سال ۱۹۸۱ برای کسانی تأسیس شد که تعهد حرفه‌ای برای کمک به مردم مبتلا به آن را داشتند.
این سازمان بیش از ۱۰۰۰ عضو عادی دارد. همچنین یک نشریهٔ بین‌المللی را به نام سفالاژیا منتشر می‌کند. این سازمان در سال ۱۹۹۴ در انگلستان و ولز به عنوان یک شرکت محدود به ضمانت و در سال ۱۹۹۵ به عنوان یک سازمان خیریه ثبت شد. لارس ادوینسون، استاد دانشگاه لوند و یک متخصص پیشرو در زمینه جریان خون مغزی و میگرن، رئیس فعلی انجمن سردرد بین‌المللی است.